# Itapucumí
Itapucumí es una localidad de Paraguay, que se encuentra en el Departamento de Concepción. Queda a 130 km de la ciudad Concepción al norte, a unos 600 km de Asunción aproximadamente, con acceso solo por vía aérea o fluvial. La localidad cuenta con un puerto habilitado para todos los barcos, y una calera que es la principal actividad económica y sustento de sus habitantes.

## Etimología
La palabra Itapucumí, proviene del idioma guaraní y puede traducirse al español como “Piedra larguita”.

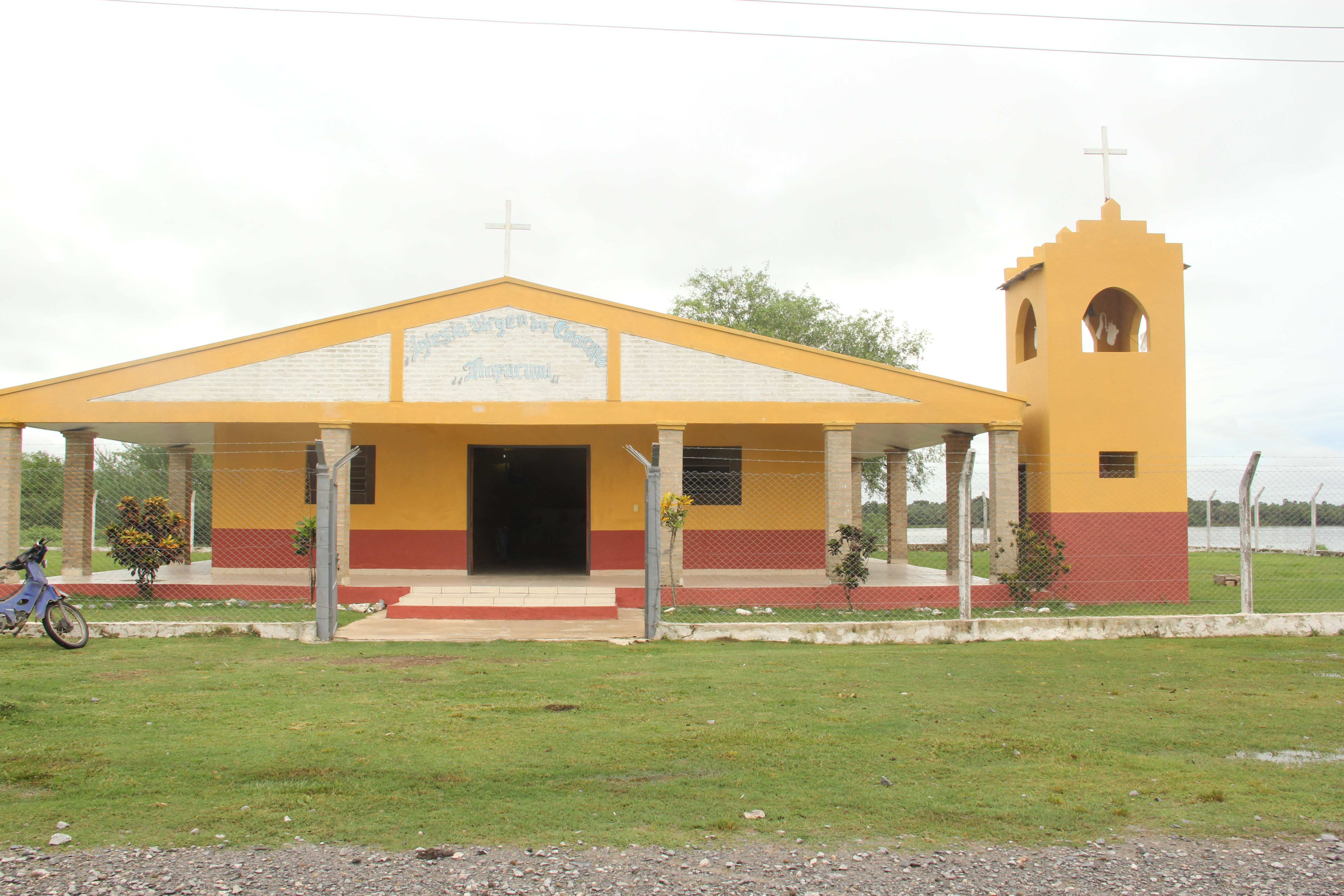
Iglesia de Itapucumí

## Geografía
La localidad se encuentra en la costa concepcionera del río Paraguay casi frente a Puerto Pinasco, Chaco y al sur del Cerro Lorito. Pertenece al departamento de Concepción y depende, desde el año 2014, al Distrito de San Alfredo. Desde la capital departamental hay unos 350 kilómetros en dirección al norte. Es puerto habilitado para todos los barcos, ya sean paquebotes o buques de carga.

## Demografía
El gentilicio de Itapucumí es itapucumíense. La comunidad cuenta hoy con una cantidad aproximada de 1200 habitantes. 

## Economía
En 1913 se fundó en Itapucumi la primera fábrica Paraguaya de cemento que duró hasta poco tiempo después del inicio de la Guerra del Chaco con Bolivia. Llegaron a trabajar unos 80 obreros (40 en el turno noche y los otros tantos diurnos). La mayoría de los habitantes trabajan en las Empresas Itapucumí S.A., e Yguazú Cementos en la producción de cal. A más de eso, existen personas que se dedican al comercio, pesca, pequeños ganaderos, agricultura para autoconsumo entre otros. 

## Educación
Esta comunidad cuenta con una sola institución educativa, se trata de la escuela Básica N.º 1.461 8 de Diciembre, que asiste a niños y jóvenes desde el preescolar al noveno (y recientemente habitado hasta el 3.º de la media).

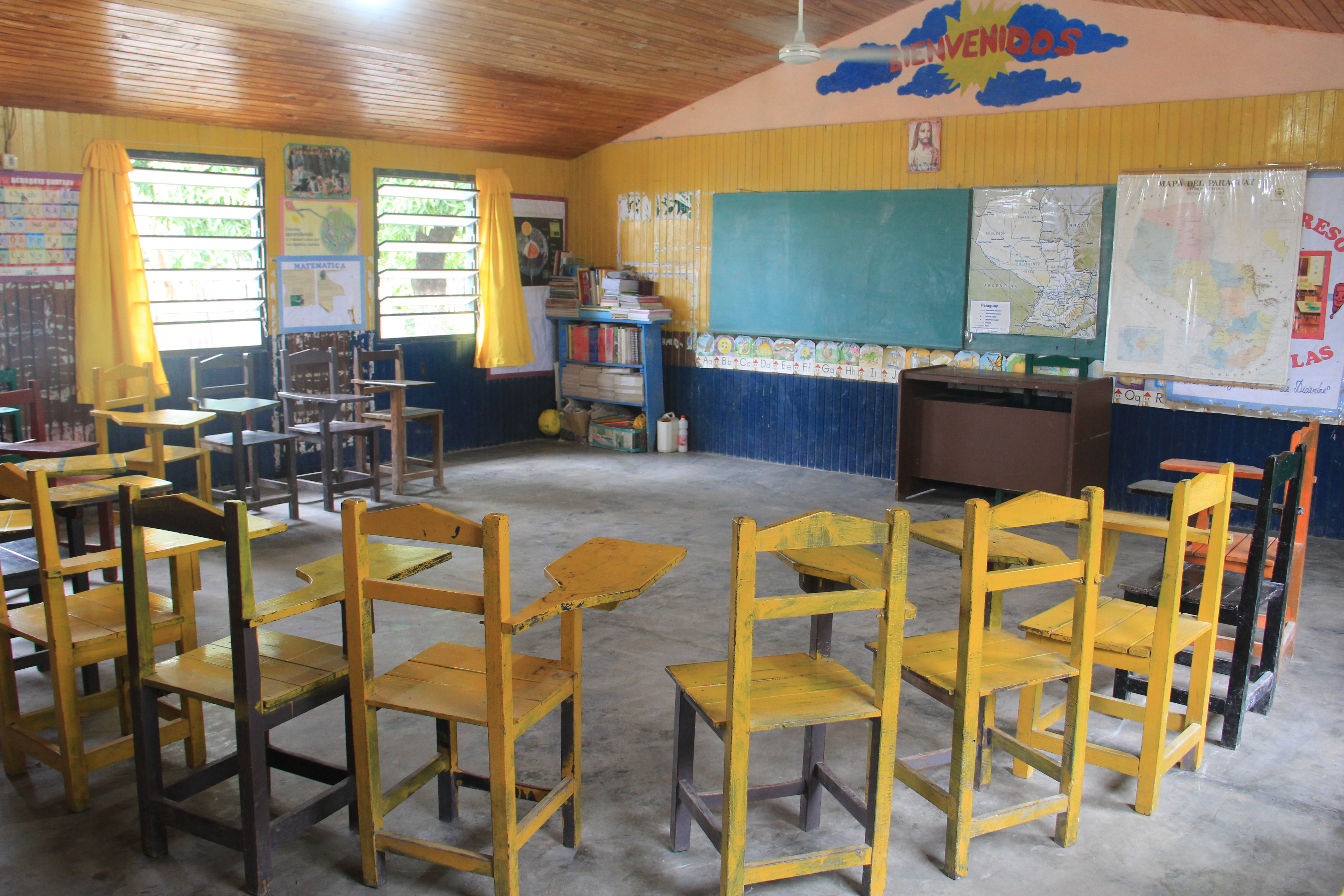
Interior de una de las aulas de la escuela "8 de Diciembre"